# نشان دولتی پاکستان
نشان دولتی پاکستان با نام رسمی نشان دولتی جمهوری اسلامی پاکستان با شعار  ایمان، اتحاد، نظم در سال ۱۹۵۴ میلادی به تصویب رسید و نماد ایدئولوژیک تأسیس پاکستان، اساس اقتصاد آن، میراث فرهنگی و اصول راهنمای آن است.
چهار جزء آرم شامل: یک هلال ماه و ستاره به صورت تاج بالای یک سپر است که توسط یک تاج گل احاطه شده، که در زیر یک آن روبان شعار است. هلال تاج و رنگ سبز آرم، علامت سنتی از اسلام هستند. سپر مربع مانندی در مرکز که نشانگر: پنبه، گندم، چای و جوت، که جزو محصولات مهم پاکستان در استقلال بودند و در یک فرم از سپر نشان داده شده‌است و همچنین به عنوان پایه‌های اصلی کشاورزی برای اهمیت اقتصاد کشور است. تاج گل در اطراف سپر، از یاس سفید (گل ملی) است و نشان دهنده طرح گل مورد استفاده در هنر سنتی مغول و در میراث فرهنگی پاکستان است. روبان زیر سپر شامل شعار ملی به زبان اردو، " ایمان، اتحاد، نظم "، که از راست به چپ می‌خوانند و به معنای" اعتقاد، وحدت، نظم و قانون " و به عنوان خط مشی برای پاکستان در نظر گرفته شده‌است.

## نمادهای دیگر در پاکستان

### نشان نهادهای ملی

نشان دادگاه عالی پاکستان
نشان دادگاه فدرال شریعت
نشان کمیسیون انتخابات
علامت سازمان تنظیم مقررات نفت و گاز

### نماد منطقه‌ای
نشان ایالت یا استان جامو و کشمیر آزاد دارای هلال ماه و ستاره‌ها، کوه‌ها، و برگ افرا است که بازتابی از فراوانی این درخت در این منطقه است.

نشان خیبر پختونخوا
نشان سند
نشان پنجاب
نشان بلوچستان
نشان مناطق قبیله‌ای فدرال
نشان گلگت-بلتستاننشان گلگت-بلتستان